# Futuremark
Futuremark Corporation (między 1999 a 2002 rokiem znana jako MadOnion.com) – fińska firma powstała w 1997 roku tworząca oprogramowanie do testowania wydajności komputera. Władze i dział B+R znajdują się w Espoo.
W 2008 roku powstał Futuremark Games Studio, dział tworzący gry komputerowe. Pierwsza gra tego studia to Shattered Horizon

## Najbardziej znane produkty
- PCMark – aplikacja służąca do sprawdzania ogólnej wydajności komputera – prędkości procesora, prędkości odczytu/zapisu pamięci RAM i dysku twardego.
- 3DMark – bardzo popularna aplikacja służącą do określania wydajności kart graficznych.